# Isamu Akasaki
Isamu Akasaki (em japonês:  赤崎 勇, Akasaki Isamu; Kagoshima, 30 de janeiro de 1929 – Nagoia, 1 de abril de 2021) foi um físico japonês. Foi laureado com o Nobel de Física de 2014, em conjunto com Hiroshi Amano e Shuji Nakamura, "pela invenção de diodos azuis emissores de luz que permitiram fontes de luz brilhantes e economizadoras de energia".
Em 1989 foi o primeiro a produzir diodo emissor de luz azul, baseado na junção PN com o material semicondutor nitreto de gálio (GaN). Por este trabalho recebeu em 2011 a Medalha Edison IEEE.
Akasaki estudou até 1952 engenharia elétrica na Universidade de Quioto, obtendo um doutorado na Universidade de Nagoya. Seus primeiros trabalhos na área da optoeletrônica e diodos emissores de luz foram realizados no final da década de 1960 e na década de 1970, entre outras empresas na Matsushita. Em 1981 e nos anos seguintes, tendo retornado para a Universidade de Nagoya, usando deposição de vapor por processos químicos organometálicos (em inglês:  Metalorganic vapour phase epitaxy (MOVPE)) para a produção de monocristais de nitreto de gálio com elevada pureza sobre um substrato de safira. Conseguiu produzir em 1989 o primeiro diodo emissor de luz azul eficiente. Anteriormente eram produzidos apenas LED´s azuis baseados no semicondutor indireto carbeto de silício. Estes LEDs foram disponibilizados ao mercado na década de 1970, mas não foram utilizados em grande escala em razão de sua baixa eficiência.
Morreu em 1 de abril de 2021 em um hospital de Nagoia, aos 92 anos de idade, de pneumonia.

## Condecorações selecionadas
- 2002 Ordem do Sol Nascente
- 2009 Prêmio Kyoto em optoeletrônica
- 2011 Medalha Edison IEEE
- 2014 Nobel de Física